# Idiopathische Hysterie
Die idiopathische Hysterie (psychisch akquirierte Hysterie) war eine maßgeblich von Sigmund Freud in seinen Beiträgen zu den "Studien über Hysterie" von 1895 nach ätiogenetischen Kriterien aufgestellte Unterklasse der hysterischen Erkrankung. Seinem Konzept gemäß entstehe sie unter dem Einfluss mehrerer, in der Biographie abfolgend auftretender Traumata unter Abspaltungen von Vorstellungsinhalten aus dem primären Bewusstsein.
Eine psychische Erkrankung mit Symptomen, welche keine offensichtliche Ursache haben. Der Patient mache keine oder lediglich rudimentäre Angaben darüber, mit welchen Vorstellungen seine Symptome aufkommen (siehe auch Idiopathie). Der Zusammenhang mit dem Trauma sei daher schwer ersichtlich, doch im Fortgang der Psychotherapie sicher nachzuweisen.
Die unbehandelte Verlaufsform sei phasisch progredient, der sekundäre Krankheitsgewinn könne erheblich sein, bei eingelebten Erkrankungen ein Hindernis für die Therapie, trete aber bei einer Zerrüttung der Persönlichkeit in den Hintergrund.

## Symptombestand nach Freud
Der Symptombestand sei wesentlich reichhaltiger als jener der traumatischen Hysterie. Man finde:
- Neuralgien
- ticartige Affektionen
- wiederkehrende Gesichtshalluzinationen
- Erbrechen
- Appetitlosigkeit
- Pseudoepilepsie
- psychosomatische Manifestationen (Psychosomatosen)

Diese Symptome müssten sich dabei aber als in ebenso stringentem Zusammenhang mit dem auslösenden Ereignis stehend erweisen, wie die Symptome einer traumatischen Hysterie.

## Krankheitseinsicht
Die Krankheitseinsicht sei hier geringer und seltener als bei der traumatischen Hysterie. 

## Ätiologie
Freud zufolge entstehe diese Form der Hysterie aufgrund einer Ansammlung kleiner traumatischer Ereignisse, die sich gemeinsam in ein System von hypnoiden Vorstellungsgruppen eingliedern, welches vom primären Bewusstsein topisch getrennt sei. Die traumatischen Einzelerlebnisse können zeitlich weit auseinander liegen, entscheidend sei ihre Eignung, überhaupt in das System eingegliedert werden zu können.
Die Verlaufsform wird von ihm als kumulativ beschrieben, wobei akquirierende Phänomene regelmäßig auftreten würden. Es zeichnete sich mit diesem Konzept historisch erstmals die Idee ab, dass eine psychische Erkrankung eine sinnhaltige, funktionelle innere Struktur haben muss, die dem Patienten zwar unbekannt bleibt, aber dennoch wirksam mit und in der Umwelt interagiert. Von besonderer Bedeutung war historisch die Erkenntnis, dass es vorkommen kann, dass die Patienten zeitweise Verhaltensweisen zeigen, welche auf erneute Akquirierung von Traumen abzielen, der Patient also das Trauma zu "suchen" scheint. Dies war damals sehr überraschend, gilt aber unabhängig vom historischen Schicksal der Freudschen Psychoanalyse heute als Gemeinplatz der Psychotherapie.
Freud nannte die idiopathische Hysterie deshalb auch psychisch akquirierte Hysterie.
siehe auch: Partialtrauma